# Silver Strikers FC
El Silver Strikers Football Club es un equipo de fútbol de Malaui que participa en la Super Liga de Malaui, máxima categoría de fútbol en el país.

## Historia
Inició como un equipo compuesto por jugadores trabajadores del Reserve Bank of Malawi en el año 1977, por lo que se les conoce como The Bankers. El equipo es de la capital Lilongüe, donde tienen una rivalidad con el CIVO United.

## Palmarés
- Super Liga de Malaui: 8

1993, 1994, 1996, 2008, 2009-10, 2011-12, 2012-13, 2013-14
- Copa de Malaui: 2

2007, 2014
- BP TOP 8: 1

2002

## Participación en competiciones de la CAF
| Temporada | Torneo          | Ronda      | Club           | Casa | Visita | Global |
| --------- | --------------- | ---------- | -------------- | ---- | ------ | ------ |
| 1993      | Recopa Africana | Preliminar | Arsenal Maseru | 1-2  | 0-2    | 1-4    |

## Jugadores destacados
- Tawonga Chimodzi
- John Maduka
- Peter Mgangira
- Russell Mwafulirwa
- Atusaye Nyondo
- Peter Wadabwa